# Viscosia longissima
Viscosia longissima är en rundmaskart som beskrevs av Nikolai Nikolaievich Filipjev 1946. Viscosia longissima ingår i släktet Viscosia och familjen Oncholaimidae. Inga underarter finns listade i Catalogue of Life.